# Diocèse de Suchitepéquez-Retalhuleu
Le diocèse de Suchitepéquez-Retalhuleu (en latin : Dioecesis Suchitepequensis-Retalhulensis ; en espagnol : Diócesis de Suchitepéquez-Retalhuleu) est un diocèse de l'Église catholique du Guatemala, suffragant de l'archidiocèse de Los Altos, Quetzaltenango-Totonicapán.

## Territoire
Il est situé sur les départements de Suchitepéquez et Retalhuleu avec une superficie de 4 336 km2 divisé en 23 paroisses. Son siège épiscopal est dans la ville de Mazatenango où se trouve la cathédrale Saint-Barthélemy.

## Histoire
Le diocèse est érigé le 31 décembre 1996 par la constitution apostolique Ad aptius consulendum du pape Jean Paul II en prenant sur le territoire du diocèse de Sololá (aujourd'hui diocèse de Sololá-Chimaltenango) et de l'archidiocèse de Los Altos, Quetzaltenango-Totonicapán.
Nommé suffragant de l'archidiocèse de Santiago de Guatemala lors de sa création, il intègre la province ecclésiastique de Los Altos, Quetzaltenango-Totonicapán le 24 novembre 1998 en vertu du décret Ad uberius Christifidelium de la congrégation pour les évêques.

## Évêques
L'évêque actuel est Pablo Vizcaino Prado depuis le 31 décembre 1996.